# Herb powiatu buskiego
Herb powiatu buskiego – jeden z symboli powiatu buskiego, autorstwa Jerzego Michty, ustanowiony 23 kwietnia 2001.

## Wygląd i symbolika
Herb przedstawia na tarczy w polu błękitnym krzyż patriarchalny złoty, a nad nim mitrę książęcą czerwoną z obręczą złotą, wysadzaną kamieniami czerwonymi i niebieskimi.
Mitra książęca nawiązuje do Kazimierza Sprawiedliwego, który utworzył księstwo wiślickie. Jego spadkobiercą jest w dużej mierze dzisiejszy powiat buski. Wzór ikonograficzny mitry pochodzi z XV wiecznego tryptyku z Wielowsi, przedstawiającego księcia Henryka Brodatego z żoną i potomstwem. Krzyż patriarchalny to element herbu województwa świętokrzyskiego. Zgodnie z koncepcją heraldyki powiatowej tego województwa, krzyż taki ma większość herbów powiatowych województwa. Wzór ikonograficzny krzyża pochodzi z zachowanego relikwiarza koronacyjnego królów polskich Drzewa Krzyża Świętego.